# Христо Г. Данов (награда)
 Тази статия е за литературната награда.  За възрожденеца, чието име носи наградата, вижте Христо Г. Данов.  
Националната награда „Христо Г. Данов“ е българска литературна награда, която се присъжда ежегодно по случай 24 май в къщата музей „Христо Г. Данов“ в Пловдив за принос в националната книжовна култура в девет категории:
- българска книга (издател или автор на българска художествена литература);
- преводна книга (издател или преводач на чуждестранна художествена литература);
- хуманитаристика (издател или автор/преводач);
- изкуство на книгата (издател или художник);
- издание за деца (издател, автор, преводач или художник на детска литература);
- книгоразпространение;
- представяне на българската книга (автор или медия);
- библиотеки и библиотечно дело (библиотека или библиотекар);
- електронно издаване и нови технологии (организация или лице).

В първите три категории се участва само с нови издания и първи преводи. Лауреатите във всички раздели се определят от жури (председател и осем члена) на конкурсен принцип.
Учредена е през 1999 г. от Министерство на културата, Националния център за книгата и община Пловдив във връзка с провеждането на „Европейски месец на културата“. Наградата се състои в малка пластика, диплом и парична сума (за 2007 това са 2500 лева). Пластиката представлява месингова статуетка на бухал, напомняща за знака на издателство „Христо Г. Данов“. Статуетката е изработена от скулпторката Диана Райнова, внучка на Николай Райнов и дъщеря на живеещия в Париж скулптор Боян Райнов. Проектът ѝ е дарение.
Всяка година се връчва и една голяма награда за цялостен принос. Нейните носители са Блага Димитрова (1999), Радой Ралин (2000), Вера Мутафчиева (2002), Ивайло Петров (2003), Владко Мурдаров (2004), Константин Павлов (2005), Валери Петров (2006), Александър Шурбанов (2007), Любомир Левчев (2008), Генчо Дончев (2009), Божана Апостолова (2010), Стефан Цанев (2011), Любомир Илиев (2012), Иван Теофилов (2013), Антон Дончев (2014), Надежда Захариева (2015), Иван Гранитски (2016), Анчо Калоянов (2017), Недялко Йорданов (2018), Теодора Димова (2019), Здравка Евтимова (2020), Георги Стоянов (2021), Марин Бодаков (2022, посмъртно) и Георги Господинов (2023). От 2008 година носителят на голямата награда за цялостен принос се определя не от журито, а от Министъра на културата.

## Носители по години
Информацията подлежи на допълване.
| №  | Година | Лауреати |
| -- | ------ | --- |
| 1  | 1999   | - I. Голяма награда за цялостен принос: Блага Димитрова - II. Българска художествена литература: Издателство „Литературен форум“ – за 10 заглавия от поредицата си „Българска сбирка“, и Димитър Кирков – за романа му „Спирки из рая“ (ИК „Жанет-45“) - III. Преводна художествена литература: Кирил Кадийски – за стихотворенията на Франсоа Вийон (Издателство „Нов Златорог“) - IV. Хуманитаристика: Издателство „Прозорец“ – за поредицата „Хроника“ - V. Изкуство на книгата: Издателство „Летера“ – за албума „Старинен Пловдив“ - VI. Книгоразпространение: Книжарници „Хеликон“ - VII. Представяне на българската книга: НДК с „Творци на живо“ на Анго Боянов |
| 2  | 2000   | - I. Голяма награда за цялостен принос: Радой Ралин - II. Българска художествена литература: Николай Кънчев – за „Антология“ (Издателство „Ателие Аб“) - III. Преводна художествена литература: Издателство „Гуторанов и син“ и Асен Георгиев – за „Сатанински строфи“ от Салман Рушди - IV. Хуманитаристика: Издателство „Валентин Траянов“ – за „Старобългарски речник“ – том 1 - V. Изкуство на книгата: Издателство „Планета-3“ – за „Щурчово конче“ от Асен Разцветников, оформление – Буян Филчев - VI. Книгоразпространение: „Страница“ ЕООД – Пловдив – за книжарница „Отец Паисий“ и каталог „Всичко за книгата – книгите на 1999 г.“ - VII. Представяне на българската книга: Регионална библиотека „Сава Доброплодни“ (Сливен) – за Национален фестивал на детската книга |
| 3  | 2001   | - I. Голяма награда за цялостен принос: Не се присъжда - II. Българска художествена литература: Деян Енев – за сборника с разкази „Ези-тура“ (Издателство „Балкани“) - III. Преводна художествена литература: Георги Рупчев – за превода на „Поезия“ от Николай Гумильов (Изд. „Агата – А“) - IV. Хуманитаристика: Издателство ЛИК – за книгите „Енциклопедия на необясненото“ със съставител Ричард Кавендиш, „Речник на психоанализата“ на Елизабет Рудинеско и Мишел Плон, „Анормалните“ на Мишел Фуко, „Литературното пространство“ на Морис Бланшо и „Живот във фрагменти“ на Зигмунт Бауман - V. Изкуство на книгата: Богдан Мавродинов – за оформлението на книгата „Макс Фриш – досие“ (Изд. „Леге Артис“ – Плевен) - VI. Книгоразпространение: Верига книжарници „Пингвините“ - VII. Представяне на българската книга: Георги Цанков – за месечната рубрика „Пътуване в царството на книгите“ във „Вестник за жената“ и седмичната рубрика „Нови книги“ в Дарик радио |
| 4  | 2002   | - I. Голяма награда за цялостен принос: Вера Мутафчиева - II. Българска художествена литература: - Любен Станев – за поредицата му шест романа за Пловдив „Сага за Салабашеви“ - пловдивското издателство „Жанет-45“ - III. Преводна художествена литература: списание „Факел“ - IV. Хуманитаристика: проф. Богдан Богданов – за книгата му „Европа – разбирана и правена“ - V. Изкуство на книгата: „Книга на българското дете“ на движение „Млада България“ - VI. Издание за деца: Иван Цанев и Яна Левиева – за книгата „5 за 4“ - VII. Книгоразпространение: Книжарниците на варненското издателство „Славена“ - VIII. Библиотеки и библиотечно дело: Народната библиотека „Иван Вазов“ (Пловдив) – за тържественото отбелязване на 90-годишнината от смъртта на Христо Г. Данов - IX. Електронно издаване и нови технологии: „Христо Смирненски – новият прочит“ – два книжни тома и мултимедиен CD-ROM на „Перо Класика“ |
| 5  | 2003   | - I. Голяма награда за цялостен принос: Ивайло Петров - II. Българска художествена литература: Мирела Иванова – за книгата ѝ „Еклектики“ - III. Преводна художествена литература: Иглика Василева – за превода на „Примката на призрака“ на Хенри Джеймс (Издателство „Фама“) - IV. Хуманитаристика: Михаил Неделчев – за книгата му „Размишления по българските работи“ - V. Изкуство на книгата: Кирил Гогов – за изданието „Размишления по българските работи“ на Михаил Неделчев. Издателство „Проф. П. Венедиков“, София - VI. Издание за деца: Издателство „Пан“ – за поредицата за деца „Вечните детски романи“ - VII. Книгоразпространение: Книжарници „Хеликон“ - VIII. Библиотеки и библиотечно дело: Народната библиотека „Св. св. Кирил и Методий“ (София) - IX. Електронно издаване и нови технологии: Електронно издание „Словото“ |
| 6  | 2004   | - I. Голяма награда за цялостен принос: Владко Мурдаров – в областта на превода на немскоезичната литература - II. Българска художествена литература: Иван Теофилов – за стихосбирката му „Инфинитив“ (Издателство „Жанет – 45“) - III. Преводна художествена литература: Иглика Василева – за превода на „Одисей“ на Джеймс Джойс - IV. Хуманитаристика: Цочо Бояджиев – за превода на „Summa Theologiae. Том I“ на Тома Аквински (Издателство „Изток-Запад“) - V. Изкуство на книгата: Яна Левиева – за работата по книгите „Поезия на планините и водите (Старокитайска поезия)“ (ИК „Стигмати“); „Безсъдбовност“ на Имре Кертес и „Легенда на легендите“ на Исмаил Кадаре (ИК „Стигмати“ и ИК „Жанет – 45“) - VI. Издание за деца: Людмил Станев и Красимир Добрев – за книгата „Малка нощна приказка“ (Изд. „Ателие 89“ – Варна) - VII. Книгоразпространение: Книжарница „Нисим“ – София - VIII. Представяне на българската книга: Бойко Пенчев – за рубриката „На фокус“ в „Литературен вестник“ - IX. Библиотеки и библиотечно дело: Регионална библиотека „Пенчо Славейков“ – Варна - X. Електронно издаване и нови технологии: Liter Net |
| 7  | 2005   | - I. Голяма награда за цялостен принос: Константин Павлов – за изключителните му заслуги в областта на поезията, драматургията и за развитието на гражданското общество - II. Българска художествена литература: Екатерина Йосифова – за стихосбирката ѝ „Нагоре Надолу“ (Издателство „Факел“) - III. Преводна художествена литература: Лиляна Минкова – за превода ѝ на „Дванайсетте стола“ от Иля Илф и Евгений Петров (Издателство „Фама“) и за цялостната ѝ дейност в областта на превода от руски, френски и немски език - IV. Хуманитаристика: Йордан Велчев – за книгата му „Градът или Между Изтока и Запада XIV-XVII век“ (Издателство „Жанет – 45“) - V. Изкуство на книгата: Тодор Варджиев – за изданието „Обичам Ви, Благославям Ви! Четирите дни на папа Йоан Павел II в България“ и за цялостната му работа в областта на дизайна на книгата - VI. Издание за деца: Издателство „Фют“ – за цялостна издателска продукция за деца - VII. Книгоразпространение: Електронна книжарница „Бард“ – www.bard.bg - VIII. Представяне на българската книга: Петко Тодоров – за рубриките за нови книги във вестниците „Сега“ и „Стандарт“ - IX. Библиотеки и библиотечно дело: Регионална библиотека „Любен Каравелов“ – Русе - X. Електронно издаване и нови технологии: Виктор Любенов – за създаването и поддържането на сайта за слепи хора www.bezmonitor.com |
| 8  | 2006   | - I. Голяма награда за цялостен принос: Валери Петров – за изключителните му заслуги в областта на поезията, драматургията, преводите от чужди езици, творбите за деца и киносценариите - II. Българска художествена литература: Първан Стефанов – за „Насрещно време и други стихотворения“ (ИК „Жанет-45“) - III. Преводна художествена литература: проф. Борис Парашкевов – за превода му на древногерманския епос „Песен за нибелунгите“ (ИК „Емас“) - IV. Хуманитаристика: Милена Кирова – за монографията ѝ „Библейската жена“ (Университетско изд. „Св. Климент Охридски“ и изд. „Стигмати“) - V. Изкуство на книгата: Антон Радевски, Красимира Деспотова и изд. „Кибеа“ (Kibea.net) – за триизмерното издание „Чудеса на архитектурата“ - VI. Издание за деца: Яна Левиева – за „Опако дете“ от Виктор Самуилов (ИК „Жанет-45“ – Пловдив) - VII. Книгоразпространение: „Български книжици“ (KnigaBG.com) на ул. „Аксаков“ 10 в София - VIII. Представяне на българската книга: Йордан Ефтимов – за модерирането на „Литературно кафене „Хеликон“ - IX. Библиотеки и библиотечно дело: Регионалната библиотека „П.Р. Славейков“ във Велико Търново (LibraryVT.com) - X. Електронно издаване и нови технологии: не се присъжда |
| 9  | 2007   | - I. Голяма награда за цялостен принос: Александър Шурбанов - II. Българска художествена литература: Емилия Дворянова – за романа ѝ „Земните градини на Богородица“ (изд. „Обсидиан“) - III. Преводна художествена литература: Евгения Панчева – за „Поезия“ от Уилям Шекспир (университетско изд. „Св. Климент Охридски“) - IV. Хуманитаристика: проф. Георги Фотев – за монографията му „Дисциплинарна структура на социологията“ (изд. „Изток-Запад“) - V. Изкуство на книгата: Кънчо Кънев – за художественото оформление на „Ад“ от Данте Алигиери (изд. „Захарий Стоянов“) (ZStoyanov.com) - VI. Издание за деца: Яна Левиева и изд. „Жанет-45“ – за „Ако искаш, вярвай“ от Панчо Панчев (Дядо Пънч) - VII. Книгоразпространение: Книжарница „Театъра“ (Варна) в лицето на Мария и Светлозар Бозурови - VIII. Представяне на българската книга: Силвия Чолева – за предаването „Артефир“ по програма „Христо Ботев“ на БНР (BNR.bg) - IX. Библиотеки и библиотечно дело: Библиотека на Нов български университет (НБУ) - X. Електронно издаване и нови технологии: GrosniPelikani.net – Литература плюс култура |
| 10 | 2008   | - I. Голяма награда за цялостен принос: Любомир Левчев - II. Българска художествена литература: Кристин Димитрова за романа ѝ „Сабазий“ - III. Преводна художествена литература: Любомир Илиев за превода на „Да люспиш лука“ от Гюнтер Грас - IV. Хуманитаристика: „Нов Библейски речник“ на изд. „Нов човек“ - V. Изкуство на книгата: Рин Ямамура – за худ. оформление на книгата ѝ „Азбука на любовта“ - VI. Издание за деца: Зоя Василева с книгата си за деца „Весела чета с боси крачета“ - VII. Книгоразпространение: книжарница „Рамита“ в Казанлък - VIII. Представяне на българската книга: сп. „Страница“ (Пловдив) - IX. Библиотеки и библиотечно дело: Регионална библиотека „Ст. Чилингиров“ в Шумен (LibShumen.org) - X. Електронно издаване и нови технологии: HuLite.net |
| 11 | 2009   | - I. Голяма награда за цялостен принос: доц. д-р Генчо Дончев, преводач и философ – за изключителното представяне на класическото философско наследство на немските мислители и по случай 80 години от рождението му - II. Българска художествена литература: Свобода Бъчварова – за „По особено мъчителен начин“ – документален роман в 3 тома (ИК „Жанет 45“) - III. Преводна художествена литература: Любомир Илиев – за превода му на романа „Човекът без качества“ от Роберт Музил (Издателство „Атлантис – КЛ“) - IV. Хуманитаристика: Светлозар Игов – за „Бай Ганю“ и бай Ганю“ (Загадъчната творба за проблематичния българин) (ИК „Жанет 45“) - V. Изкуство на книгата: Яна Левиева – за художественото оформление на „Чудовище вкъщи“ от Виктор Самуилов (ИК „Жанет 45“) - VI. Издание за деца: Станка Пенчева – за „Зелената Жози“ (ИК „Жанет 45“) - VII. Книгоразпространение: Книжарница „Български книжици“ – София - VIII. Представяне на българската книга: - БНР – Програма „Христо Ботев“ – за предаването „Артефир“ - Фондация „Аполония“ – за Литературната програма на Празниците на изкуствата „Аполония“, по повод 25-годишнината на фестивала - IX. Библиотеки и библиотечно дело: Библиотека „Родина“ – Стара Загора - X. Електронно издаване и нови технологии: Сдружение „Литературен клуб – Литклуб“ – за сайта „Литературен клуб“          |
| 12 | 2010   | - I. Голяма награда за цялостен принос: Божана Апостолова – за дългогодишно литературно творчество, за приноса ѝ за развитие на издателската дейност и за системно насърчаване на млади български автори - II. Българска художествена литература: Теодора Димова – за романа ѝ „Марма, Мариам“ (Изд. „Сиела“) - III. Преводна художествена литература: Георги Ангелов – за превода на романа „Доброжелателните“ от Джонатан Лител (Издателство „Колибри“) - IV. Хуманитаристика: Владимир Сабоурин – за монографията му „Свещенотрезвото. Мистика и модерност“ (УИ „Св. св. Кирил и Методий“ – В. Търново) - V. Изкуство на книгата: Ясен Гюзелев, художник – за илюстрации на „Алиса в страната на чудесата“ (Изд. „Тодор Нейков“) - VI. Издание за деца: Иван Кръстев – за „Азбуката в гатанки“ (Изд. „Дир. бг“) - VII. Книгоразпространение: Верига книжарници „Хеликон“ - VIII. Представяне на българската книга: Няма номинации - IX. Библиотеки и библиотечно дело: Народна библиотека „Иван Вазов“ – Пловдив - X. Електронно издаване и нови технологии: Няма номинации |
| 13 | 2011   | - I. Голяма награда за цялостен принос: Стефан Цанев – за цялостен принос в българската литература - II. Българска художествена литература: Недялко Славов – за „Фаустино“ (Изд. „Сиела“) - III. Преводна художествена литература: Рада Шарланджиева – за превода на „Цепнатината“ на Дорис Лесинг (Издателство „Летера“) - IV. Хуманитаристика: Милена Кирова и Корнелия Славова – за „Идентичности в преход: род, медии и популярна култура в България след 1989 г.“ (Изд. „Полис“) - V. Изкуство на книгата: Текла и Жеко Алексиеви – за графичен дизайн на изданията на ИК „Тангра ТанНакРа“ – „Българите и французите“ и „Атлас – Българските земи в арабописмената картографска традиция (IХ-ХIV век)“ - VI. Издание за деца: Издателство „ПАН“ – за поредицата „Книги за България“ - VII. Книгоразпространение: Издателство „Жанет 45“ - VIII. Представяне на българската книга: Младен Влашки – за рубриката „Страници на Младен Влашки“ в сп. „Страница“ и авторското предаване за книги „Преге“ в БНР – Радио Пловдив - IX. Библиотеки и библиотечно дело: Регионална библиотека „Христо Смирненски“ – Плевен - X. Електронно издаване и нови технологии: Електронно списание „Либерален преглед“ (www.librev.com/) |
| 14 | 2012   | - I. Голяма награда за цялостен принос: Константин Илиев, драматург – за цялостен принос в националната книжовна култура - II. Българска художествена литература: - Милен Русков – за романа му „Възвишение“ (ИК „Жанет 45“) - Георги Господинов – за романа му „Физика на тъгата“ (ИК „Жанет 45“) - III. Преводна художествена литература: Яна Букова – за превода ѝ на „Питийски оди“ на Пиндар (Издателство „Стигмати“) - IV. Хуманитаристика: Пламен Дойнов – за „Българският соцреализъм: 1956, 1968, 1989“ (изд. „Институт за изследване на близкото минало“) - V. Изкуство на книгата: Кирил Гогов и издателство „5040“ – за „Украсени гръцки ръкописи от държавния архив в Тирана“. Т.I – II - VI. Издание за деца: Божана Апостолова – за „Малката Божана в нощта на чудесата“ (ИК „Жанет 45“) - VII. Книгоразпространение: Книжарница „Хермес – Централ“ – Пловдив - VIII. Представяне на българската книга: Няма наградени - IX. Библиотеки и библиотечно дело: Няма номинации - X. Електронно издаване и нови технологии: Мултимедийно списание „Public-Republic.com“ |
| 15 | 2013   | - I. Голяма награда за цялостен принос: Иван Теофилов – за цялостен принос в националната книжовна култура - II. Българска художествена литература: Людмил Тодоров – за „Шлеп в пустинята“ (ИК „Жанет 45“) - III. Преводна художествена литература: Издателство „Колибри“ – за поредицата „Съвременна европейска проза“ - IV. Хуманитаристика: Николай Аретов и издателство „Кралица Маб“ – за „Емоционалното съдържание на българската национална идентичност: исторически корени и съвременни измерения“ - V. Изкуство на книгата: Издателство „Блек Фламинго Пъблишинг“ – за поредицата, оформена от Aelia Laelia - VI. Издание за деца: Издателство „Изток-Запад“ и Петър Величков – за съставителството на Яна Язова „Таралеж се жени“ - VII. Книгоразпространение: Няма номинации - VIII. Представяне на българската книга: Валентин Дишев – за „Страници“ (предаване за литература на БНР – Радио Благоевград) - IX. Библиотеки и библиотечно дело: Регионална библиотека „Михалаки Георгиев“ – Видин - X. Електронно издаване и нови технологии: Румен Леонидов – за сайта „Страници“ (www.fakel.bg) |
| 16 | 2014   | - I. Голяма награда за цялостен принос: Антон Дончев – за цялостен принос в националната книжовна култура - II. Българска художествена литература: Весела Ляхова – за „Бежанци“ (ИК „Жанет 45“) - III. Преводна художествена литература: Нева Мичева – за „Стихотворенията на Сидни Уест“ на Хуан Хелман (ИК „Жанет 45“) и „Центурия“ на Джорджо Манганели (ИК „Жанет 45“) - IV. Хуманитаристика: Александър Кьосев – за „Караниците около четенето“ (ИК „Сиела“) - V. Изкуство на книгата: Антон Стайков – за „Кратка история на българския комикс“ (ИК „Кибеа“) - VI. Издание за деца: Ана Бодакова, Дара Варадинова, Десислава Димитрова, Зорница Христова и художничката Алена Маркова – за „Вкусна география“ на издателство „Точица“ - VII. Книгоразпространение: Книжарница „Алтера“ - VIII. Представяне на българската книга: Георги Ангелов – за „Денят започва с култура“ (предаване на БНТ) - IX. Библиотеки и библиотечно дело: Росица Петрова от Регионална библиотека „Сава Доброплодни“ – Сливен - X. Електронно издаване и нови технологии: Издателство „Аудиокниги.бг“ |
| 17 | 2015   | - I. Голяма награда за цялостен принос: Надежда Захариева – за цялостен принос в националната книжовна култура - II. Българска художествена литература: Чавдар Ценов – за „Отклонения наесен“ (ИК „Жанет 45“) - III. Преводна художествена литература: Петко Хинов – за превода от китайски на „Сън в алени покои“ на Цао Сюецин (ИК „Изток-Запад“) - IV. Хуманитаристика: Йордан Велчев – за „Балканският човек“ (ИК „Жанет-45“) - V. Изкуство на книгата: Люба Халева – за илюстрации и корици на книги на ИК „Жанет-45“ - VI. Издание за деца: Издателство „Точица“ – за „Когато искам да мълча“ на Зорница Христова и Кирил Златков - VII. Книгоразпространение: Книжарница „София-Т“ – Пловдив, Капана - VIII. Представяне на българската книга: „Култура“ – за рецензентските рубрики на вестника - IX. Библиотеки и библиотечно дело: Регионална библиотека „П. Р. Славейков“ – Велико Търново - X. Електронно издаване и нови технологии: Сайт „Въпреки“ на Стефан Джамбазов и Зелма Алмалех |
| 18 | 2016   | - I. Голяма награда за цялостен принос: Иван Гранитски – за цялостен принос в националната книжовна култура - II. Българска художествена литература: Ангел Игов – за романа „Кротките“ (ИК „Жанет 45“) - III. Преводна художествена литература: Манол Пейков – за превода от английски на „Сърцето ти нося (в сърцето си го нося)“ от Е. Е. Къмингс (ИК „Жанет 45“) - IV. Хуманитаристика: Георги Гочев – за превода на „Държавата“ от Платон и „Поетика“ от Аристотел - V. Изкуство на книгата: Борислав Стоев – за илюстрирането и оформлението на „Приказки“ от Ран Босилек и „Житие и страдание грешнаго Софрония“ - VI. Издание за деца: Виктор Самуилов – за „Не е честно“ - VII. Книгоразпространение: Книжарници „Хермес“ - VIII. Представяне на българската книга: Митко Новков – за публикации в периодични издания и представяния пред публика на живо - IX. Библиотеки и библиотечно дело: Регионална библиотека „Захарий Княжески“ – Стара Загора - X. Електронно издаване и нови технологии: Портал за култура, изкуство и общество |
| 19 | 2017   | - I. Голяма награда за цялостен принос: проф. дфн Анчо Калоянов – за цялостен принос в националната книжовна култура - II. Българска художествена литература: Недялко Славов – за романа „Камбаната“ (ИК „Хермес“) - III. Преводна художествена литература: Майа Разбойникова – Фратева – за превода от немски език на „Писма до един млад поет. Писма до една млада жена“ от Райнер Мария Рилке (изд. „Колибри“) - IV. Хуманитаристика: Христо Трендафилов – за „Цар и век. Времето на Симеона“ (УИ „Епископ Константин Преславски“, изд. „Фабер“) - V. Изкуство на книгата: Издателство на Нов български университет – за „Романтикът Димитър Добрович 1816 – 1905“ от Ружа Маринска - VI. Издание за деца: Васил Сотиров – за „Няма грешка, има смешка“ (изд. „Жанет 45“) - VII. Книгоразпространение: Пламен Божилов – книжар на пл. „Славейков“ - VIII. Представяне на българската книга: Юрий Дачев – за предаването „Рецепта за култура“ по БНТ 2 - IX. Библиотеки и библиотечно дело: Регионална библиотека „Априлов-Палаузов“ – Габрово - X. Електронно издаване и нови технологии: „Аз чета“ |
| 20 | 2018   | - I. Голяма награда за цялостен принос: Недялко Йорданов – за цялостен принос в националната книжовна култура - II. Българска художествена литература: Захари Карабашлиев – за романа „Хавра“ (ИК „Сиела“) - III. Преводна художествена литература: Надежда Розова – за превода от английски език на „Химера“ от Джон Барт (изд. „Лист“) - IV. Хуманитаристика: Инна Пелева – за „Георги Марков. Снимки с познати“ (ИК „Кралица Маб“) - V. Изкуство на книгата: Издателство „Лист“ – за поредицата „Детски шедьоври от велики писатели“ - VI. Издание за деца: Петя Кокудева – за „Лупо и тумба“ (изд. „Жанет 45“) - VII. Книгоразпространение: Център за книгата на Нов български университет - VIII. Представяне на българската книга: Амелия Личева – за представяне на български книги в книжни и електронни издания - IX. Библиотеки и библиотечно дело: Столична библиотека - X. Електронно издаване и нови технологии: „Българска илюстрация“ |
| 21 | 2019   | - I. Голяма награда за цялостен принос: Теодора Димова – за цялостен принос в националната книжовна култура - II. Българска художествена литература: Чавдар Ценов – за романа „Накъде тече реката“ (ИК „Жанет 45“) - III. Преводна художествена литература: Лиляна Табакова – за превода от испански език на „Бестиарий“ от Хулио Кортасар (изд. „Агата А“) - IV. Хуманитаристика: Веселин Методиев – за книгата „Един много добър човек: Константин Стоилов и политическата добродетел“ (Издателство на Нов български университет) - V. Изкуство на книгата: Издателство „Колибри“ – за поредица от книги за деца на Валери Петров - VI. Издание за деца: Издателство „Лист“ – за поредицата „Детски шедьоври от велики писатели“ - VII. Книгоразпространение: Няма номинации - VIII. Представяне на българската книга: предаването „Артефир“ на програма „Христо Ботев“ на БНР – за представяне на български книги и автори - IX. Библиотеки и библиотечно дело: Регионална библиотека „Христо Ботев“ във Враца - X. Електронно издаване и нови технологии: Регионална библиотека „Партений Павлович“ в Силистра |
| 22 | 2020   | - I. Голяма награда за цялостен принос: Здравка Евтимова – за цялостен принос в националната книжовна култура - II. Българска художествена литература: Вивиан Асса – за книгата „Моят Шабат“ (изд. „Факел“) - III. Преводна художествена литература: Албена Стаменова – за превода на книгата „Писма до Украйна“ от Юрий Андрухович (изд. „Парадокс“) - IV. Хуманитаристика: Хюсеин Мевсим – за книгата „Земя пределна. Страници от българо-турските културни връзки“ (Изд. „Жанет 45“) - V. Изкуство на книгата: Издателство „Колибри“ – за поредица от книги за деца на Валери Петров - VI. Издание за деца: Тони Шан (Антоанета Николова) за книгата „Приказки за страната Е“ (изд. „СОНМ“) - VII. Книгоразпространение: Няма номинации - VIII. Представяне на българската книга: Lexicon – платформа за българска литература - IX. Библиотеки и библиотечно дело: Регионална библиотека „Христо Смирненски“ – Хасково. - X. Художник или дизайн и оформление на книга: Кирил Златков – художник на книгата „Поезия. Ронсар“ от Пиер дьо Ронсар, превод Кирил Кадийски (изд. „Колибри“) |
| 23 | 2021   | - I. Голяма награда за цялостен принос: Георги Стоянов – за цялостен принос в националната книжовна култура - II. Българска художествена литература: Бойка Асиова – за книгата „Роден на Великден“ (изд. „Жанет 45“) - III. Преводна художествена литература: Стефан Русинов – за превода от китайски език на „Живи“ от Ю Хуа (изд. „Жанет 45“) и „Трите тела“ от Лиу Цъсин (изд. „Колибри“) - IV. Хуманитаристика: Нонка Богомилова – за „Балканите: белязани пътища (1991 – 2016)“ (изд. „Парадигма“) - V. Изкуство на книгата: издателство „Факел Експрес“ – за „Творения“ на Велимир Хлебников - VI. Издание за деца: Сотир Гелев – за „Приключенията на господин Боровинка по вода и суша“ (изд. „Точица“) - VII. Книгоразпространение: Няма номинации - VIII. Представяне на българската книга: „Литературен вестник“ - IX. Библиотеки и библиотечно дело: Мая Николова Димитрова, библиотекар в Националната библиотека „Св. св. Кирил и Методий“ - X. Художник или дизайн и оформление на книга: Дамян Дамянов – за оформлението на книгите „Метаморфозата“ от Франц Кафка и „Приказки на пишещата машина“ от Джани Родари |
| 24 | 2022   | - I. Голяма награда за цялостен принос: Марин Бодаков – за цялостен принос в националната книжовна култура (посмъртно) - II. Българска художествена литература: Христо Добротинов – за „Светулките ще ти покажат пътя“ (изд. „Хермес“) - III. Преводна художествена литература: Васил Самоковлиев – за превод на „Сватби в къщата“ от Бохумил Храбал (изд. „Колибри“) - IV. Хуманитаристика: Иван Маразов – за „Златната утопия“ (изд. „Захари Стоянов“) - V. Издание за деца: Мая Дългъчева – за „Какво е да си майка“ (изд. „Жанет 45“) - VI. Книгоразпространение: Издателство „Хермес“ - VII. Представяне на българската книга: Национална библиотека „Св. св. Кирил и Методий“ – за Клуб „Писмена“ - VIII. Библиотеки и библиотечно дело: Регионална библиотека „Любен Каравелов“ – Русе - IX. Художник или дизайн и оформление на книга: Ясен Гюзелев – за книгата „Орфей и Евридика“ от Иван Б. Генов (изд. „Колибри“) |
| 25 | 2023   | - I. Голяма награда за цялостен принос: Георги Господинов – за цялостен принос в националната книжовна култура - II. Българска художествена литература: Николай Терзийски – за „Звезди под клепачите“ (изд. „Жанет 45“) - III. Преводна художествена литература: Кирил Кадийски – за превод на „Ад“ от Данте Алигиери (изд. „Колибри“) - IV. Хуманитаристика: Боянка Арнаудова – за „Златният век на българската опера“ (изд. „Лист“) - V. Издание за деца: Юлия Спиридонова – за „Сянката на Щуреца“ (изд. „Кръгозор“) - VI. Книгоразпространение: Издателство „Фама“ - VII. Представяне на българската книга: няма номинации - VIII. Библиотеки и библиотечно дело: Регионална библиотека „Сава Доброплодни“ – Сливен - IX. Художник или дизайн и оформление на книга: Тоня Горанова – за книгата си „Роди се Младенец“ (изд. „Колибри“) |
| 26 | 2024   | - I. Голяма награда за цялостен принос: Алек Попов – за цялостен принос в националната книжовна култура - II. Българска художествена литература: Александър Секулов – за романа му „Корабът на сирените“ (изд. „Хермес“) - III. Преводна художествена литература: Стоян Гяуров – за превода на „Световъртеж. Чувства“ от В. Г. Зебалд (изд. „Колибри“) - IV. Хуманитаристика: Тони Николов – за „Има такава държава. Записки по българските кризи“ (изд. „Хермес“) - V. Издание за деца: Анита Тарасевич – за „Жабки зелени“ (изд. „Труд“) - VI. Българско издателство: Университетското издателство „Св. Климент Охридски“ - VII. Представяне на българската книга: Софийски международен литературен фестивал (програмен екип: Амелия Личева, Дария Карапеткова) - VIII. Библиотеки и библиотечно дело: Регионалната библиотека „Професор Боян Пенев“ – Разград - IX. Художник или дизайн и оформление на книга: Кирил Златков – книгата „Крадец на самота“ от Раймондо Варсано (изд. „Книгомания“) |